# Rhodacarus pallidus
Rhodacarus pallidus är en spindeldjursart som beskrevs av Hull 1918. Rhodacarus pallidus ingår i släktet Rhodacarus och familjen Rhodacaridae. Arten är reproducerande i Sverige. Inga underarter finns listade i Catalogue of Life.